# Voss Station
Voss Station (Voss stasjon) er den vigtigste jernbanestationen i Voss kommune i Hordaland. Den ligger på Bergensbanen og var endestation, da Vossebanen blev åbnet i 1883. Da Bergensbanen til Oslo blev åbnet af Kong Haakon VII i 1909 fandt den officielle markering sted ved denne station. Stationen ligger ved Voss centrum, på den nordøstlige bred af Vangsvatnet i en højde af 56,5 meter over havet.
Stationen var tidligere udgangspunktet for sidebanen Hardangerbanen, som gik til Granvin, men denne bane ble nedlagt for passagertrafik i 1985 og helt nedlagt i 1989. Strækningen til Palmafoss vognlastterminal blev beholdt som sidespor. De fleste lokaltog på den vestlige del Bergensbanen, som går længere end Bergen-Arna, har endestation på Voss, selv om nogle lokaltog går videre til Myrdal.